# Букантау
Букантау (на узбекски: Bo‘kantov tog‘lari; на руски: Букантау) е ниско изолирано възвишение, в централната част на пустинята Къзълкум, в Северен Узбекистан. Максимална височина връх Ирлир 764 m, (42°33′12″ с. ш. 63°24′26″ и. д. / 42.553333° с. ш. 63.407222° и. д.). Изграден е основно от кристалинни шисти, варовици, гранити и гранодиорити. Билото му е плоско и заоблено. В подножието му има водни източници, използвани за напояване. Южно от него е разположен град Учкудук, в околностите на който се разработват златни и уранови находища.